# Pont-à-Vendin
Pont-à-Vendin é uma comuna francesa na região administrativa de Altos da França, no departamento de Pas-de-Calais. Estende-se por uma área de 2,01 km². Em 2010 a comuna tinha 3 184 habitantes (densidade: 1 584,1 hab./km²).